# Richard Dyer-Bennet

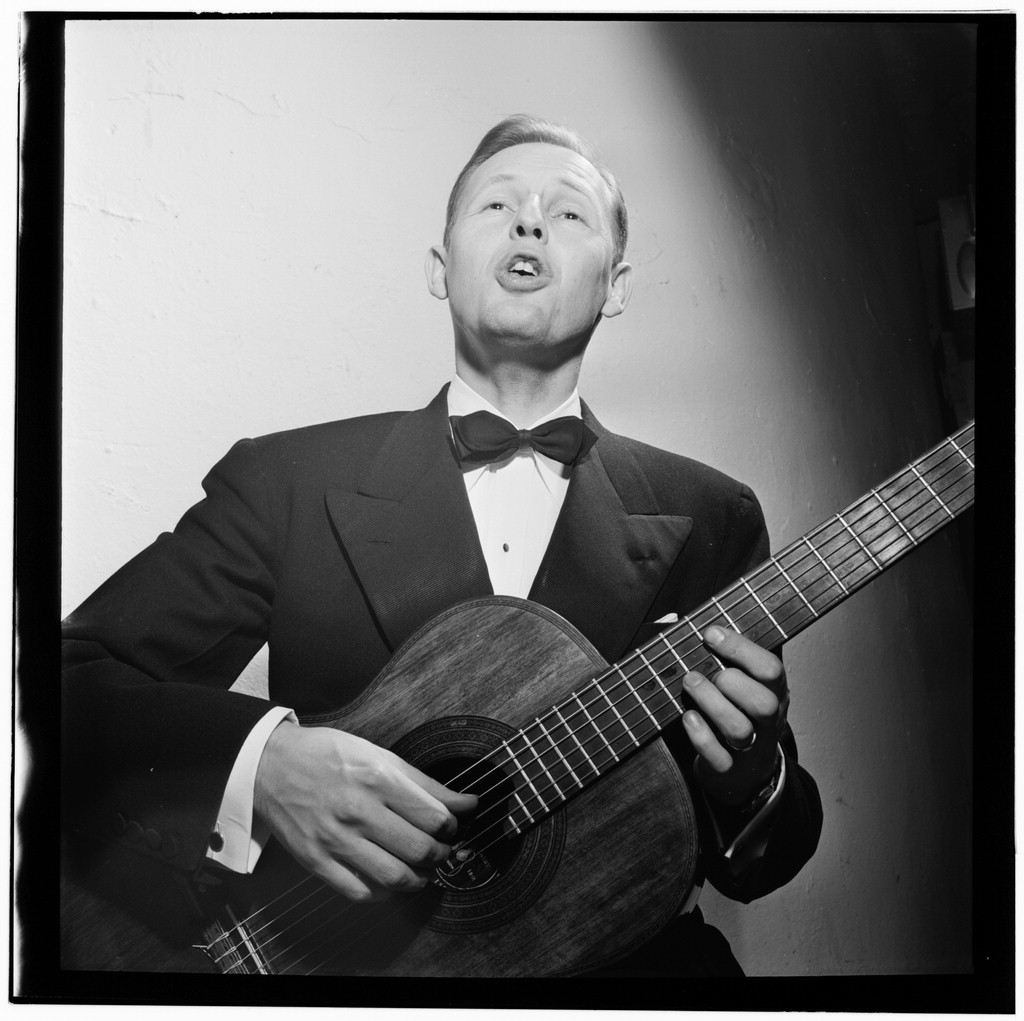
Richard Dyer-Bennet im Village Vanguard in New York ungefähr im März 1947

Richard Dyer-Bennet (* 6. Oktober 1913 in Leicester, England; † 14. Dezember 1991 in Monterey, Massachusetts) war ein US-amerikanischer Folksänger (oder, wie er es selbst nannte, „Minstrel“), Schallplattenkünstler und Gesangslehrer.

## Biographie
Dyer-Bennet wurde  1913 in Leicester, England, als Sohn von Richard Stewart Dyer-Bennet (1886–1983) und Miriam Wolcott Clapp geboren.
Er studierte Gesang bei Gertrude Wheeler Beckman und Sven Scholander. Sein erstes veröffentlichtes Album enthielt den Song The Lonesome Valley, der viele Jahre lang jeden Samstagabend das Midnight Special auf WFMT einleitete.
1972 erlitt er einen Schlaganfall, der seine linke Seite lähmte. Daraufhin gab er keine Konzerte mehr.
Er war von 1983 bis zu seinem Tod präsumtiver Erbe der Baronets Dyer.
Er starb am 14. Dezember 1991 in seinem Haus in Monterey, Massachusetts.

## Erbe
In seinen besten Jahren gab er 50 Konzerte pro Jahr. Er nahm für viele Labels auf und gründete schließlich sein eigenes Label, Dyer-Bennet Records, und nahm in seinem eigenen Wohnzimmer auf. Die Alben, die er für sein eigenes Label aufnahm, wurden von Smithsonian Folkways auf CD wiederveröffentlicht. Die CD Richard Dyer-Bennet 1 enthält einen von Dyer-Bennets Tochter Bonnie verfassten biografischen Essay, in dem seine fortschrittliche Politik und sein Kampf gegen einen schwächenden Schlaganfall im späteren Leben hervorgehoben werden (er brachte sich selbst bei, einhändig Harfe zu spielen, um weiterhin auftreten und unterrichten zu können). Eine Biografie – Richard Dyer-Bennet: The Last Minstrel – von Paul O Jenkins wurde im Dezember 2009 von der University Press of Mississippi veröffentlicht. Das Buch beschreibt das bewegte Leben von Dyer-Bennet und enthält ein Vorwort seiner Tochter.

## Diskografie
Dyer-Bennet Records
- 1949: Richard Dyer-Bennet: Twentieth Century Minstrel (Decca DLP 5046)
- 1952: Folk Songs (Remington REP-1)"
- 1955: Richard Dyer-Bennet 1
- 1956: Richard Dyer-Bennet 2
- 1956: Richard Dyer-Bennet 3
- 1957: Richard Dyer-Bennet 4
- 1958: Richard Dyer-Bennet 5: Requests
- 1958: Richard Dyer-Bennet 6: Songs With Young People in Mind
- 1958: Richard Dyer-Bennet 7: Beethoven Scottish and Irish Songs
- 1959: Richard Dyer-Bennet 8: Gems of Minstrelsy
- 1960: Richard Dyer-Bennet 9
- 1962: Mark Twain's 1601
- 1962: A Richard Dyer-Bennet Concert (Stinson Records)
- 1962: Richard Dyer-Bennet 10
- 1962: Richard Dyer-Bennet 11: Stephen Foster Songs
- 1964: Richard Dyer-Bennet 12: Songs of Ships, Seafaring Men, Watery Graves...and One Edible Rat
- 1964: Richard Dyer-Bennet 13: Stories and Songs for Children and Their Parents

Folkways Records
- 1967: The Asch Recordings, 1939 to 1945 – Vol. 2 (Folkways Records)
- All the Dyer-Bennet Records releases have been re-released by Smithsonian Folkways.